# 1999 HN10
1999 HN10 är en asteroid i huvudbältet som upptäcktes den 17 april 1999 av LINEAR i Socorro County, New Mexico.